# Ким Хён Гён
Ким Хён Гён (кор. 김현경, р.17 апреля 1995) — спортсменка из КНДР, борец вольного стиля, призёр чемпионата мира.

## Биография
Родилась в 1995 году. В 2013 и 2014 годах была чемпионкой Азии среди юниоров. В 2014 году завоевала бронзовую медаль чемпионата мира. В 2016 году приняла участие в Олимпийских играх в Рио-де-Жанейро, но заняла лишь 13-е место.